# Dalmose
Dalmose – miasto w Danii, w regionie Zelandia, w gminie Slagelse.